# Overtone
Overtoner er den del af en tone, der giver den klang, så man kan høre forskel på forskellige lyde med samme frekvens. For eksempel er frekvensen for kammertonen ofte defineret til 440 hertz. Hvis denne tone spilles på et musikinstrument og ikke frembringes syntetisk, vil der være svagere overtoner med frekvenser i forholdet 1:2 (880 hertz), 1:3, 1:4 og så videre. Alt efter hvilke overtoner, der er fremherskende, vil den samme tone blive opfattet som lys eller mørk; overtonerne giver tonen dens klang.
På nogle instrumenter som for eksempel en saxofon kan man spille såkaldte overtoner. Det foregår på den måde, at man blæser kraftigt, så lydens frekvens bliver højere, end instrumentet lægger op til. Den fremtrædende tone er ikke nødvendigvis en fordobling af frekvensen, men vil være i et af de nævnte rationale forhold.
Overtoner har en særlig relevans i forhold til klaverstemning.
'Overtoner' bruges i overført betydning om uudtalte hensigter eller holdninger, og 'undertoner' bruges om tilsvarende indirekte hentydninger; men i reglen anvendes de to udtryk synonymt.